# Holidays in the Sun
Holidays in the Sun (МФА: [ˈhɒl.ɪ.deɪ ɪn ðə sʌn], рус. «Каникулы под солнцем») — песня английской панк-рок-группы Sex Pistols. Песня была выпущена в качестве сингла 14 октября 1977 года за две недели до выхода единственного студийного альбома группы Never Mind the Bollocks, Here's the Sex Pistols.

## Запись
В записи сингла участвовал второй состав музыкантов Sex Pistols; он третий по счёту, записанный после ухода основного автора музыки бас-гитариста Глена Мэтлока. «Holidays in the Sun» является единственной песней, в записи которой в качестве бас-гитариста принял участие Сид Вишес, однако, в конечном итоге, его игру не включили в окончательную версию песни. Вишес, также, принял участие в совместном, с остальными участниками группы, сочинении музыки для композиции. Композиция является своеобразным автобиографическим сочинением вокалиста Джонни Роттена о том, как Sex Pistols хотели устроить себе отдых на солнечном острове Джерси из состава Нормандских островов в проливе Ла-Манш в марте 1977 года, но продолжить каникулы пришлось в Западном Берлине. В то время, эта территория являлась капиталистической и отделенной от Восточной части города, входившей в состав ГДР Берлинской стеной. Джонни Роттен:
Мы пытались устроить себе каникулы под солнцем на острове Джерси, но не удалось. Нас выперли оттуда. Находясь в Лондоне, мы постоянно ощущали себя, как в лагере для военнопленных. Вокруг нас царила ненависть и висела постоянная угроза расправы. Самое лучшее, что мы могли сделать, это сбежать в какой-либо другой «лагерь». Берлин и его декадентство оказались неплохим выходом. Оттуда и появилась эта песня. Я полюбил Берлин. Я любил его стены и безумные места. Коммунисты смотрели на эту цирковую атмосферу Западного Берлина, который никогда не спит, и, по всей видимости, представляли себе таким весь запад. Я любил его.Оригинальный текст (англ.)We tried our holiday in the sun on the Isle of Jersey, and that didn't work. They threw us out. Being in London at the time made us feel like we were trapped in a prison camp environment. There was hatred and constant threat of violence. The best thing we could do was to go set up in a prison camp somewhere else. Berlin and its decadence was a good idea. The song came about from that. I loved Berlin. I loved the wall and the insanity of the place. The communists looked in on the circus atmosphere of West Berlin, which never went to sleep, and that would be their impression of the West. I loved it.
Запись проходила на студии Wessex Sound Studios, принадлежащей Биллу Прайсу — одному из инженеров-продюсеров, нанятых для записи менеджером Sex Pistols Малкольмом Маклареном. Вторым инженером-продюсером являлся Крис Томас, известный своей работой с музыкантами с мировым именем: The Beatles, Pink Floyd и другими.
Мотив песни достаточно весёлый, а манера исполнения вокала ускоренная, с присутствием произношения кокни, характерным для представителей низших социальных слоёв населения Лондона, которым являлся сам Роттен и остальные участники группы. Песня показывает реакцию немцев на Берлинскую стену и содержит призыв убрать её. Гитарная и басовая партии были записаны отдельно друг от друга гитаристом группы Стивом Джонсом и сведены путём наложения. Это было связано с тем, что бас-гитарист Сид Вишес слабо владел инструментом, поскольку ранее являлся барабанщиком в группах The Flowers of Romance и Siouxsie and the Banshees и был принят в коллектив был из-за своей скандальной репутации, в связи с чем идеально соответствовал имиджу звезды панк-рока.
Стив Джонс:
«Holidays in the Sun» была впечатлением от нашей поездки в Берлин, стену [Берлинская стена], где шли дожди и всё удручало. Мы должны были бежать из Лондона в то время, песня очень хорошо подводит итоги поездки.Оригинальный текст (англ.)'Holidays in the Sun' was inspired by our trip to Berlin, by the wall, where it was raining and depressing. We had to escape from London at the time, the song pretty well sums up the trip.

## Выпуск сингла
«Holidays in the Sun» — четвёртый и последний сингл группы, записанный с участием вокалиста Sex Pistols Джонни Роттена. Все последующие синглы были выпущены уже после распада коллектива. Сингл был выпущен только на семидюймовом виниле. Итальянское издание пластинки включает в себя видеоклип на песню «God Save the Queen». Сингл занял восьмую позицию в британских чартах. 3 ноября 2007 года вышло юбилейное переиздание сингла по случаю его 30-летия. Композиция заняла 43 место списка «100 величайших гитарных песен всех времён» по версии журнала Rolling Stone.

## Обложка
Дизайн обложки разработан арт-директором Sex Pistols художником-анархистом Джеми Ридом, который участвовал в создании графического оформления обложек всех пластинок группы. Обложка представляет собой изображение в виде комикса. Иллюстрации в основном взяты из реальных бельгийских туристических брошюр и включают название песни и фрагменты текста песни. Сразу же после выпуска, пластинка была почти немедленно изъята, и, временно запрещена к продаже, после того, как туристическая фирма заявила, что использование их графики на обложке пластинки является нарушением авторских прав. Компания, подала иск на Sex Pistols, что привело к судебному разбирательству.

## Позиции в британском чарте
| Дата релиза          | Дата попадания в чарт | Наивысшая позиция в UK Singles Chart | Недели нахождения в чарте | Ссылка |
| -------------------- | --------------------- | ------------------------------------ | ------------------------- | ------ |
| 14 октября 1977 года | 22 октября 1977 года  | 8                                    | 6                         | [ 4 ]  |
| 29 октября 2007 года | 3 ноября 2007 года    | 74                                   | 2                         | [ 4 ]  |

## Участники записи
- Джонни Роттен — лид-вокал
- Стив Джонс — гитара, бас-гитара, бэк-вокал
- Пол Кук — ударные

### Производство
- Крис Томас — звукоинженер, продюсер
- Билл Прайс[англ.] — звукоинженер, продюсер
- Джеми Рид — дизайн